# 基耶梅里國家公園

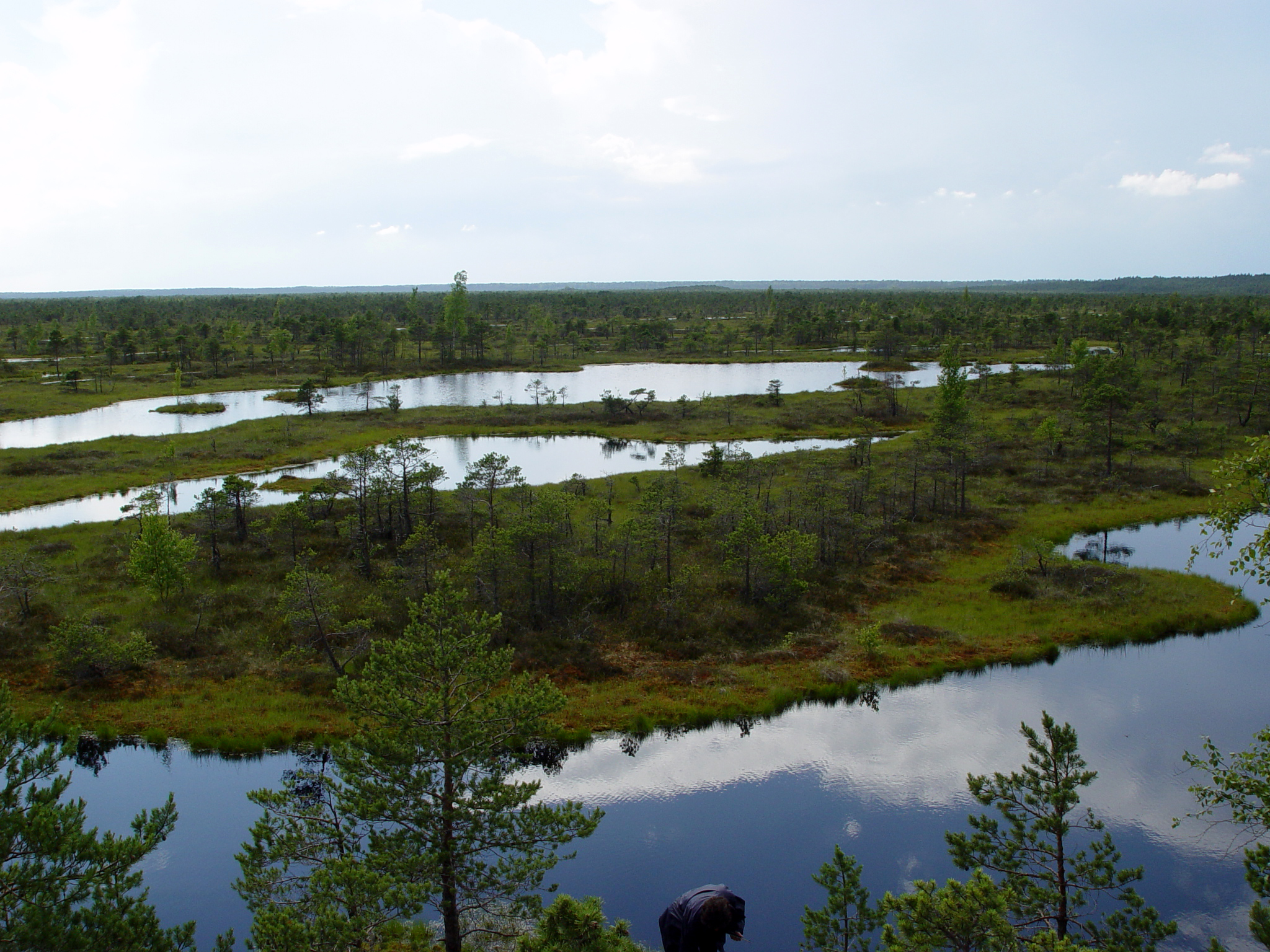

基耶梅里國家公園是拉脫維亞的國家公園，位於尤爾馬拉以西的里加灣沿岸，管理机构位于尤尔马拉的基耶梅里，面積382平方公里，始建於1997年，該地區主要被森林和沼澤覆蓋。

## 外部連結
- Official website
- Official Latvian Tourism Portal

56°57′06″N 23°30′45″E / 56.95167°N 23.51250°E